# Gare de Givet
Gare de Givet vasútállomás Franciaországban, Givet településen.

## Vasútvonalak
Az állomást az alábbi vasútvonalak érintik:
- Soissons-Givet-vasútvonal

## Kapcsolódó állomások
A vasútállomáshoz az alábbi állomások vannak a legközelebb:
- Gare de Vireux-Molhain
- Heer-Agimont railway station
- Gare d’Aubrives